# Apparenter Mineralocorticoid-Exzess
Der Apparente Mineralocorticoid-Exzess (AME) ist eine seltene angeborene Erkrankung mit dem Hauptmerkmal eines Pseudohyperaldosteronismus mit zeitig einsetzender ausgeprägter arterieller Hypertonie, erniedrigtem Plasmaspiegel von Renin und Aldosteron.
Synonyme sind: Ulick-Syndrom; 11-beta-Hydroxysteroid-Dehydrogenase-Mangel Typ 2; englisch Cortisol 11-Beta-Ketoreductase Deficiency
Die Erstbeschreibung stammt aus dem Jahre 1974 durch E. A. Werder und Mitarbeiter, der Begriff „Apparent Mineralocorticoid Excess“ wurde 1979 von den US-amerikanischen Ärzten Stanley Ulick und Mitarbeitern geprägt.

## Verbreitung
Die Häufigkeit wird mit unter 1 zu 1.000.000 angegeben, bisher wurde über weniger als 100 Betroffene berichtet. Die Vererbung erfolgt autosomal-rezessiv.

## Ursache
Der Erkrankung liegen Mutationen im HSD11B2-Gen auf Chromosom 16 Genort q22.1 zugrunde, welches für die 11-Beta-Hydroxysteroid-Dehydrogenase (11-Beta-HSD2) kodiert, das bei der Umwandlung von Cortisol in Cortison benötigt wird.

## Einteilung
Je nach dem Ausmaß der klinischen Veränderungen kann eine ausgeprägtere Form AME1 und eine mildere AME2 unterschieden werden.

## Klinische Erscheinungen
Klinische Kriterien sind:
- Krankheitsbeginn als Neugeborenes oder Kleinkind
- Polyurie, Polydipsie, Gedeihstörung, erheblicher Bluthochdruck
- unbehandelt bei Kindern mitunter Schlaganfall vor dem 10. Lebensjahr

## Diagnose
Im Blutplasma finden sich erniedriges Renin, Aldosteron und Kalium, erhöhtes Natrium, sowie eine Metabolische Alkalose.
Wegweisend ist eine massive Erhöhung des Cortisol/Cortison-Verhältnisses oder von tetrahydroxylierten Metaboliten (THF+allo-THF/THE) im Plasma und Urin.
Die Diagnose kann durch genetische Untersuchung gesichert werden.

## Differentialdiagnose
Abzugrenzen sind:
- Liddle-Syndrom
- andere Erkrankungen mit im Kindesalter auftretender Hypertonie
- andere Formen des Pseudohyperaldosteronismus

## Therapie
Die Behandlung kann durch Spironolacton und Thiaziddiuretika oder durch Blockieren der ACTH-Sekretion erfolgen.